# 호세 루이스 카미네로
호세 루이스 페레스 카미네로(스페인어: José Luis Pérez Caminero, 1967년 11월 8일, 스페인 마드리드 ~ )는 스페인의 전직 축구 선수로, 주 포지션은 미드필더이다.

## 선수 경력
카미네로는 레알 마드리드 CF의 유소년 클럽에서 축구를 시작하였다. 1986년 레알 마드리드의 B팀인 레알 마드리드 카스티야로 올라왔으나 1군에는 기회가 없었다. 1989년 레알 바야돌리드로 이적하였고, 첫 프리메라리가 데뷔전을 가졌다. 1993년 아틀레티코 마드리드로 이적하였고, 1998년까지 주전으로서 활약하였다. 그곳에서 우승을 경험한 그는, 1998년 다시 레알 바야돌리드로 돌아왔고, 2004년 팀에서 은퇴하였다.
그는 스페인 축구 국가대표팀의 일원으로서 활약하였는데, 21경기에 나와 8골을 넣었다.

## 수상 경력

### 클럽
- 아틀레티코 마드리드:
  - 스페인 리그: 1995-96
  - 스페인컵: 1995-96